# Tlatzala, Mexico City
Tlatzala är en ort i Mexiko.   Den ligger i kommunen Xochimilco och delstaten Distrito Federal, i den sydöstra delen av landet, 22 km söder om huvudstaden Mexico City. Tlatzala ligger 2 419 meter över havet och antalet invånare är 162.
Terrängen runt Tlatzala är kuperad söderut, men norrut är den platt. Terrängen runt Tlatzala sluttar norrut. Runt Tlatzala är det mycket tätbefolkat, med 2 431 invånare per kvadratkilometer. Närmaste större samhälle är Iztapalapa, 13,5 km norr om Tlatzala. I omgivningarna runt Tlatzala växer huvudsakligen savannskog.